# Gastrotheca marsupiata
Gastrotheca marsupiata es una especie de anfibio anuro de la familia Hemiphractidae y del género de ranas marsupiales Gastrotheca. Habita en América del Sur. Tiene la particularidad de transportar los huevos en una especie de saco que posee en la espalda, bien protegidos, en lugar de llevarlos descubiertos, como es el caso de la rana de goeldi.